# Witold Rubczyński
Witold Rubczyński (ur. 28 maja 1864 we Lwowie, zm. 18 maja 1938 w Inowrocławiu) – polski filozof i historyk filozofii.

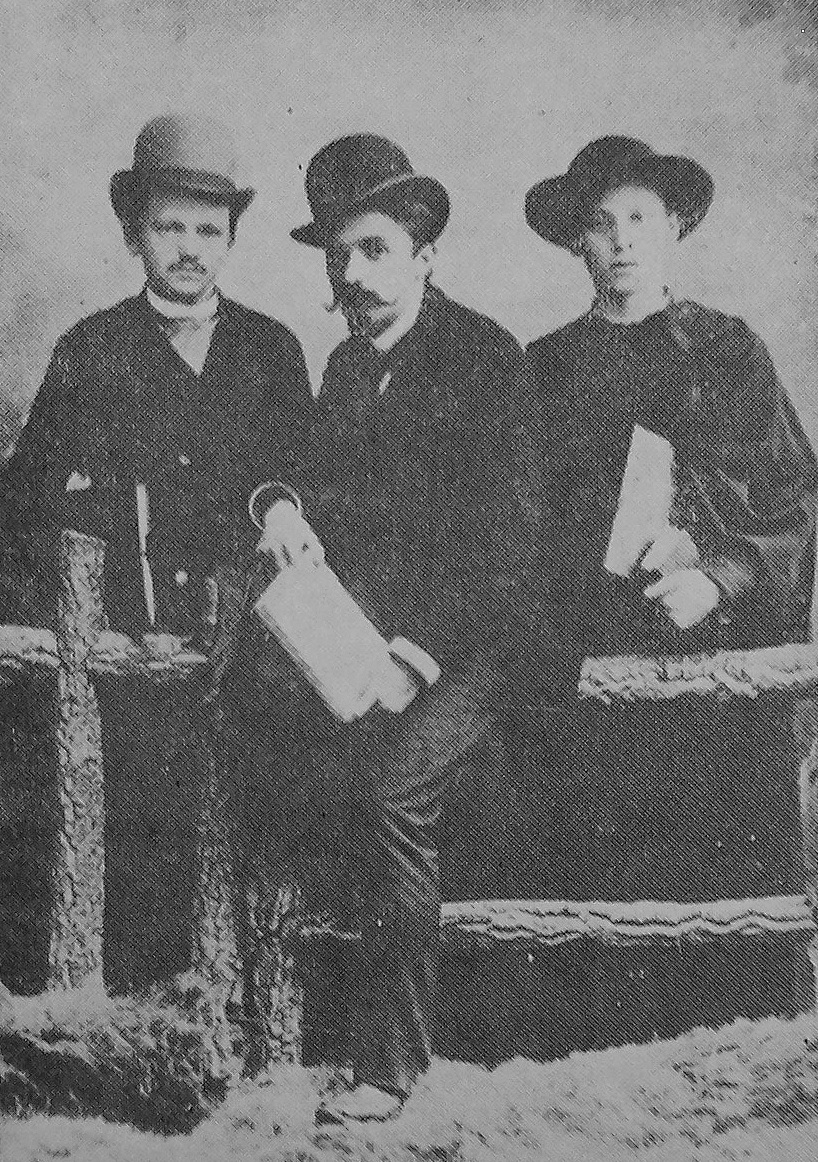
Od lewej: Witold Rubczyński, Stanisław Windakiewicz, ks. Jan Nepomucen Fijałek (Rzym, 1888)

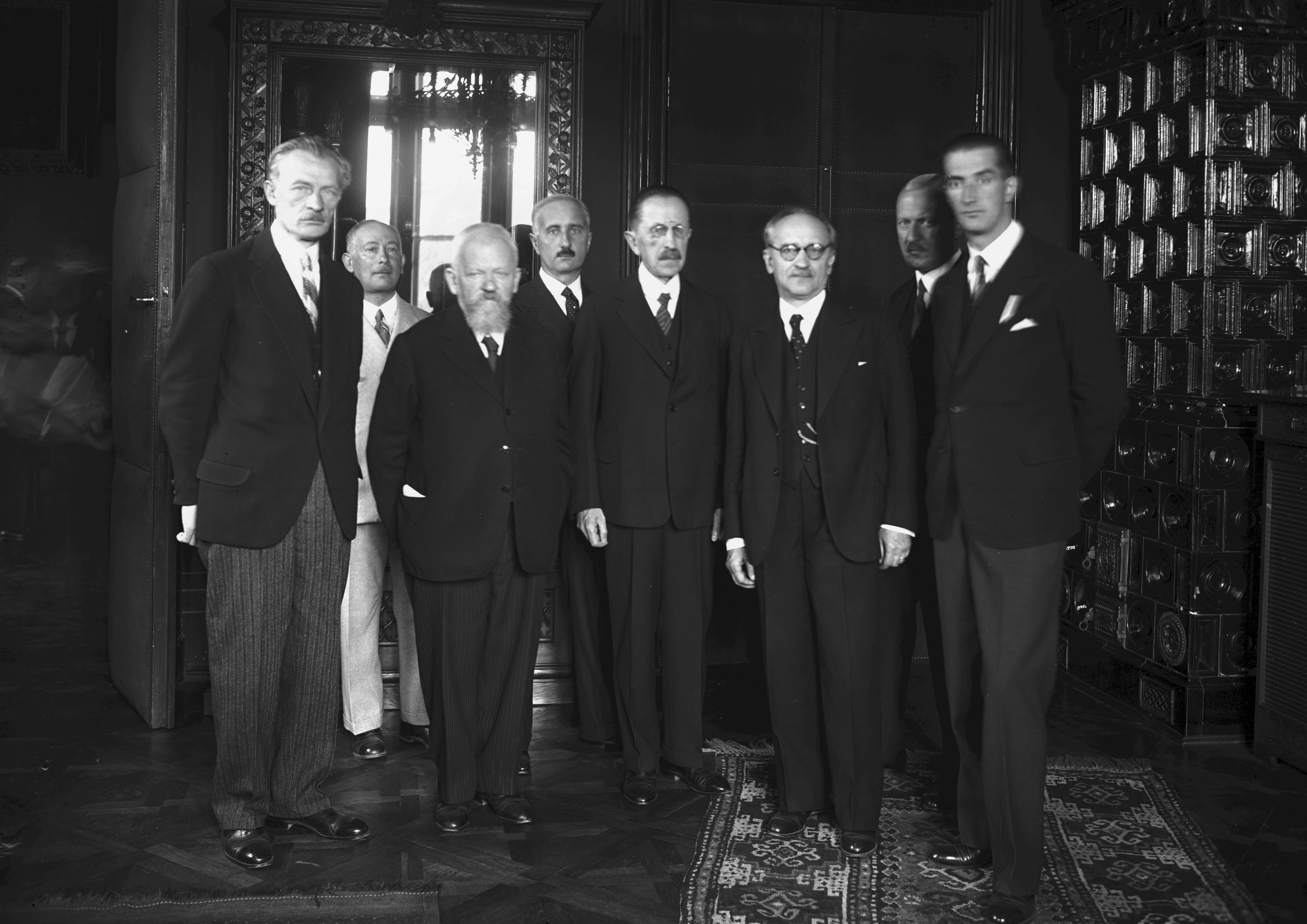
III Zjazd Filozofów w Krakowie 24 września 1936. Od lewej: Zygmunt Zawirski, NN, Witold Rubczyński, Władysław Tatarkiewicz, Tadeusz Garbowski, Jan Łukasiewicz, Tadeusz Czeżowski, sekretarz zjazdu Marian Heitzman

## Życiorys
Ukończył gimnazjum  w Nowym Sączu, potem studiował historię na Wydziale Filozofii UJ (do 1883). W latach 1883–1886 prowadził badania archiwalne we Włoszech. W latach 1886–1887 studiował w Rzymie i w Lipsku (pod kierunkiem Wilhelma Wundta), filozofię na UJ (1887–1891) i prawo w Wiedniu i na UJ (1891–1895). W roku 1887 został doktorem filozofii, ten sam tytuł uzyskał także na Wydziale Prawa UJ (1895). W latach 1895–1910 pracował jako urzędnik, równolegle prowadząc zajęcia jako tzw. docent prywatny historii filozofii na Uniwersytecie Lwowskim (1902–1909). Od 1909 zatrudniony był jako prof. nadzwyczajny, od 1910 jako prof. zwyczajny UJ, gdzie kierował Katedrą Etyki (do 1933). Wykładał historię polityczną Polski oraz historię powszechną. Przez wiele lat pełnił funkcję przewodniczącego Komisji do Badania Dziejów Filozofii w Polsce i był jednym z pierwszych uczonych, którzy podjęli systematyczne studia nad historią polskiej myśli filozoficznej wieków średnich. W latach 1911–1918 był członkiem komitetu redakcyjnego „Ruchu Filozoficznego”, a od 1910 Towarzystwa Filozoficznego w Krakowie. W roku 1917 przyczynił się do powstania Towarzystwa Naukowego im. Benedykta XV, a w 1922 – Towarzystwa Etycznego w Krakowie. W 1918 wstąpił do Wojska Polskiego i do 1919 służył w nim jako sierżant w referacie prasowym, pisząc w czasopiśmie „Reluton” patriotyczne artykuły. W 1921 podczas akcji plebiscytowej na Górnym Śląsku wygłaszał do tamtejszych Polaków odczyty okolicznościowe podtrzymujące ducha patriotyzmu i umacniające wiarę w zwycięstwo nad niemieckim zaborcą. W 1923 został kuratorem koła krakowskiego Akademickiego Związku Polskiej Młodzieży Chrześcijańskiej i działał w nim aż do końca działalności tej organizacji w 1931. Był kuratorem korporacji „Jagiellonia” (1929–1933). W 1930 protestował przeciw uwięzieniu w Brześciu nad Bugiem polityków wrogich obozowi sanacyjnemu. Był członkiem korespondentem Akademii Umiejętności.
Zmarł 18 maja 1938 podczas przejazdu przez Inowrocław na zawał serca. Został pochowany na cmentarzu Rakowickim w Krakowie (kwatera XVI-płd-12,13).

## Ordery i odznaczenia
- Krzyż Komandorski Orderu Odrodzenia Polski (11 listopada 1936)[4]

## Poglądy
Rubczyński był zwolennikiem realistycznej koncepcji poznania. Za główne zadanie filozofii uznawał jej funkcję „pocieszycielską”, która polega na unaocznianiu człowiekowi wyższego ładu panującego w świecie. Racjonalność i porządek, które są następstwem odwiecznych praw rządzących rzeczywistością, mają przewagę nad chaosem w świecie, w którym żyje człowiek, a świadczy o tym np. fakt uprawiania przez człowieka nauki. Rozwój wiedzy naukowej ukazuje ład panujący w różnych wymiarach życia człowieka (technicznym, artystycznym, społecznym itd.), wobec czego słuszne jest jego wspieranie. Nauka potwierdza też, że ostatecznym źródłem ładu w świecie jest Istota Najwyższa – Bóg. Uprawianie naukowej działalności może zbliżać człowieka do Absolutu.

## Publikacje
- O stałych czynnikach w rozwoju duchowym człowieka (Kraków 1890)
- Rzut oka na wpływy neoplatońskie w średnich wiekach (Przegląd Powszechny 8 (1891) t. 29, 313–326, t. 30, 34–51)
- Nowe badania nad wiekiem złotym sztuki włoskiej i ich wartość dla estetyki (Przegląd Polski 106 (1892–1893), 36–76, 233–271)
- Epoka przekwitu sztuki włoskiej XVI wieku w świetle nowej publikacji (tamże, 123 (1897), 104–124, 321–346)
- Nowa próba filozoficznego traktowania kwestii socjalnej (Ruch Społeczny 1 (1898), 407–410, 417–420, 2 (1899), 440–443, 467–470)
- Studia neoplatońskie (PF 3 (1900), 1–18, 41–69)
- Kryterium prawdy w teorii poznania pierwszych stoików i u Kartezjusza (PF 9 (1906), 358–368)
- Nowe usiłowania oparcia wiary religijnej na uczuciu w połączeniu z pewnymi motywami umysłowymi (Ateneum Polskie 3 (1908) z. 2–3, 254–258)
- O filozoficznych poglądach Sebastiana Petrycego z Pilzna w jego „Przestrogach” i „Przydatkach” a w szczególności w dołączonych do pierwszych pięciu ksiąg przekładu Etyki Nikomachejskiej Arystotelesa (Kraków 1908)
- Nowe dzieło o Witelonie (Kwartalnik Historyczny 23 (1909) z. 4, 574–587)
- Wstęp do filozofii (Kr 1910, mps powielony)
- O znaczeniu prac niektórych naszych lingwistów dla logiki (PF 14 (1911), 467–476)
- Stosunek filozofii do nauk szczegółowych (Kr 1911)
- Walka o wszechstronny pogląd na świat (Przegląd Polski 179 (1911), 18–41)
- Najnowsze teorie estetyczne (Przegląd Powszechny 30 (1913) t. 117, 20–44, 217–225, 396–418, t. 118, 36–57, 176–197, 357–386, t. 119, 213–226)
- W.R.Sorley'a teoria wartości moralnych (Lwów 1926)
- Zarys etyki (Kr 1916; pt. Etyka, I–III, Lb 1936)
- O przyrodzonym chrześcijaństwie ludzkiej duszy. („Anima naturaliter christiana”) (Przegląd Powszechny 34 (1918) t. 139–140, 709–718)
- Filozofia życia duchowego. Jego wytrzymałość, skuteczność i ład w świetle doświadczenia i krytyki (Pz 1925)
- Nowa próba wyjścia poza relatywizm w teorii wartości (KF 3 (1925), 300–373)
- Zagadnienie rozwoju stosunków między normą a wartością a przypuszczalny rozwój wartości samej (PF 28 (1925), 1–23)
- O warunkach przybliżania się do ideałów kultury (Warszawa 1931)
- Główne kierunki filozofji; w porządku w jakim po sobie następowały (Repetytorium dla przygotowujących się do egzaminu magisterskiego) (Pz 1934).
- Problem kształtowania charakteru (Pz 1938).
- Wydał także Matthaei de Cracovia Rationale operum divinorum (Theodicea) (Kr 1930).